# Глобальна Мережа редакторів
Глобальна Мережа Редакторів (ГМР) — це міжнародна асоціація, яка складається більш ніж з 6,000 головних редакторів та керівників ЗМІ. Їх головним завданням є розвиток цифрових інновацій у редакціях по всьому світу. ГМР має три головні програми: Editors Lab, Data Journalism Awards, Startups for News (яка також є майбутнім центром для спільноти міжнародної журналістики даних). Основний захід організаторів — ГМР Summit. Він об'єднує більш ніж 830 учасників із 70 країн. Електронну розсилку ГМР кожен тиждень читає більше 13,800 фоловерів. Це некомерційна, неурядова асоціація.
Метою ГМР є розширення можливостей керівників новинних відділів шляхом знищення бар'єрів між традиційними і новими медіа. Вона також прагне продемонструвати цінність журналістських даних таким чином, щоб інформація могла збиратись і розповсюджуватись для майбутньої розробки відкритої журналістської моделі, а також могла створювати нові журналістські концепції та інструменти.
ГМР Community було створено у вересні 2014. Його вебсайт дає людям можливість об'єднуватись, обмінюватися та взаємодіяти у нових медіапроектах. У ГМР Community представлено більше 1,600 проектів і в ньому беруть участь більше 3,900 людей. Воно існує за підтримки Фонда «Відкрите Суспільство» (Open Society Foundations).
Глобальна Мережа Редакторів була створена задля того щоб відреагувати на зростаючу небезпеку, з якою стикаються журналісти і на медіа, які мають бути актуальними і постійно впроваджувати інновації. Задача ГМР об'єднати редакторів з різними базами знань, а також розпочати діалог з інженерами та розробниками. Її засновниками є редактори та топ-менеджери The Washington Post, El País, BBC, Le Monde, Aftenposten, The Guardian, Clarìn, а також багатьох інших ЗМІ по всьому світу. Ця некомерційна організація фінансується грантами, своїми членами, учасниками щорічного ГМР Summit, спонсорами і благодійними внесками.

## Задача
Метою ГМР є просунення інноваційної діяльності редакції, укріплення нових методів сторітеллінгу та визначення майбутнього журналістики шляхом розширення прав і можливостей головних редакторів та керівників новинних відділів під час їх роботи з видавцями, власниками ЗМІ та кореспондентами, переміщуючи новини на цифрові платформи. На всіх платформах редактори стикаються з однаковими змінами у процесі підготовки новин. Кожного дня стає більш очевидно, що вони члени однієї спільноти, що кожним з них рухає спільна мета — зробити життєздатною завтрашню журналістику.
Керівники новинних відділів, які заснували Глобальну Мережу Редакторів стверджують, що автори і відділи новин на всіх платформах (друкування, радіомовлення, онлайн сервіси, мобільні додатки) стикаються з аналогічними проблемами. Асоціація закликає до міжнародної співпраці та об'єднанню діючих органів, які займаються питаннями розвитку ЗМІ.

## Діяльність
Кожен рік конференція ГМР Summit об'єднує більше 750 головних редакторів, журналістів, журналістів даних, дизайнерів, розробників та підприємців, вона стає однією з найпопулярніших медіаконференцій. Також конференція включає в себе церемонію нагородження на Data Journalism Awards (одну з головних програм ГМР, як і Startups for News та підсумкова Editors Lab).
ГМР Summit був проведений у наступних містах:
- 27-30 листопада 2011:[9] Гонконг
- 30 травня-1 липня 2012[10] та 19-21 липня 2013:[11] Париж
- 11-13 липня 2014[12] та 17-19 липня 2015:[13] Барселона
- 15-17 липня 2016:[14] Вена
- 21-23 липня 2017:[15] Вена
- 30 травня-1 липня 2018:[16] Лісабон

ГМР Summit 2019 пройде у Лісабоні та Португалії з 19-го по 21-е липня.
Data Journalism Awards — це перше міжнародне змагання, яке визнає видатну роботу в області журналістики даних.
У 2015 році 14 переможців були обрані групою судей під керівництвом PaulSteiger з ProPublica зі списка у 78 людей.
У 2016 році — 12 переможців з 471 кандидатів.
У 2017 році — 12 переможців з 573 кандидатів.
У 2018 році — 12 переможців з 630 кандидатів (58 країн брали участь).
Data Journalism Den — це міжнародний центр, діяльність якого присвячена виключно журналістиці даних. Він створений для журналістів, програмістів, дизайнерів, експертів, консультантів, компаній, засновників, волонтерів, NGOs та для кожного, хто бере участь чи зацікавлений у використанні та розвитку журналістики даних.
Editors Lab — це серія міжнародних форумів розробників, де команди журналістів, дизайнерів та розробників змагаються у створенні інноваційних інструментів журналістики, контенту та додатків. Форуми проводяться під егідою новинних відділів, що розташовані по всьому світу. Минулі форуми проходили у: Польщі, Франції, Нідерландах, Туреччини, UK, Іспанії, Німеччині, Індонезії, Індії, тощо.
Фінал проходить під час ГМР Summit та об'єднує команди що перемогли на заході Editors Lab. Мета Editors Lab «знищити бар'єри між редакційною та технічною командами». Програма Editors Lab співпрацює з новинним сайтом Rappler щоб мати можливість провести форум для країн Південно-Східної Азії.
Startup For News — це міжнародне змагання що нагороджує найбільш інноваційні стартапи, які взривають медіа індустрію. ГМР обирає проекти, що змінюють сьогоднішній стан справ, створюючи нові редакторські послуги для новинних відділів та знаходячи нові шляхи для доставки журналістських матеріалів. Під час проходження ГМР Summit кожен стартап що переміг у якійсь категорії має можливість презентувати свої роботи для мережі ГМР, що складається з новаторів ЗМІ. Розробники стартапів також мають можливість продемонструвати їх продукти на спеціальній платформі «Startups for News».
Переможцями Startup For News Final були:
- у 2015 році SourceRise
- у 2016 році Trint[34]
- у 2016 році Flourish (у той час коли стартап Urbs Media зайняв друге місце)[35]
- у 2018 році Vigilant.[36]

У 2018 році Глобальна Мережа Редакторів почала співпрацю з European Forest Institute з метою запуску пілотного проекту Lookout360°. Він дозволить журналістам випускати 360-градусні відео про зміни клімату з боку життя людей. Lookout360° — це пілотний проект про 6-місячну захоплюючу історію за прискореною програмою. Він включає в себе професійну польову підготовку і 3-місячне наставництво для допомоги журналістам у розробці багатоаспектних історій з фокусом на кліматичні зміни.
Climate Publishers Network — проект UN Climate Change Summit (COP21) у Парижі. 25 різних ЗМІ зі всього світу створили нову видавничу мережу щоб об'єднати їх спостереження за кліматичними умовами. Ініціатива координувалася Глобальною Мережею Редакторів. Climate Publishers Network (CPN) представила синдикат у вигляді статей, що стосуються кліматичних змін. Вони були безкоштовні протягом роботи COP21. Кожний засіб масової інформації мав можливість перевидати матеріал, не піклуючись про ліцензійні збори.
ГСР Study Tours були запущені у 2013. Їх програма спрямована на допомогу у здійсненні наукових відкриттів та обмін практичними знаннями між редакторами.

## Члени Ради
17 Членів Ради ГМР це провідні керівники ЗМІ з таких новинних організацій як: Mic, ProPublica, El País, Clarín, Rappler, Cheddar, Aftenposten тощо.
З червня 2018 Главою є Cory Haik (видавець, Mic). До нього протягом двох років Главою був Peter Bale (колишній виконавчий директор Центру за цілісність суспільства). Попередніми Главами ГМР були Xavier Vidal-Folch (заступник директора в El País) и Ricardo Kirschbaum (головний редактор Clarín).
Посаду СЕО в асоціації займає Bertrand Pecquerie.